# Убийство на улице Морг (фильм, 1932)
«Убийство на улице Морг» (англ. Murders in the Rue Morgue) — американский фильм ужасов режиссёра Роберта Флори. Фильм является адаптацией одноимённого рассказа Эдгара Аллана По и поставлен в традициях немецкого киноэкспрессионизма.

## Сюжет
XIX век, Париж. Сумасшедший доктор Миракл, живущий на улице Морг, похищает молодых женщин и проводит над ними бесчеловечные эксперименты. Его целью является скрещивание человека с гориллой. После введения крови примата в кровеносную систему женщин последние погибают и Миракл выбрасывает их трупы в Сену.
На ярмарке доктор показывает говорящую гориллу (в отличие от литературного первоисточника, где действовал орангутан) Эрика. Среди зрителей — молодая девушка Камилла Леспане и её жених, студент-медик Пьер Дюпен, подозревающий Миракла в убийствах. Камилла становится предметом вожделения Эрика. Миракл решает этим воспользоваться и приказывает горилле похитить девушку. Ночью обезьяна пробирается в спальню Камиллы и крадет её. Дюпен, догадавшись, что Камиллу похитил Миракл, обращается к префекту полиции и просит отправить жандармов на её поиски. В лаборатории Миракла Эрик, увидев, что Камилле угрожает опасность со стороны его хозяина, освобождается и убивает доктора. Затем, схватив Камиллу, бежит с ней по крышам Парижа. За зверем и его добычей устремляется погоня во главе с префектом и Дюпеном. Студент взбирается за Эриком на крышу и пристреливает обезьяну.

## В ролях
- Сидни Фокс — Камилла Л’Эспане
- Бела Лугоши — доктор Миракл
- Леон Эймс — Пьер Дюпен
- Берт Роч — Пол
- Бетти Росс Кларк — мадам Л’Эспане
- Брэндон Хёрст — префект полиции
- Д’Арси Корриган — охранник морга
- Нобл Джонсон — Янос
- Арлин Френсис — уличная женщина
- Шарлотта Генри — блондинка (в титрах не указана)

## Факты
- Некоторые эпизоды прямо цитируют фильм «Кабинет доктора Калигари» (1920 год).
- Эпизод с нахождением трупа девушки на берегу Сены является отсылкой к другому рассказу По «Тайна Мари Роже».
- В эпизодах крупных планов Эрика использовалась настоящая обезьяна.
- Чарльз Гемора, сыгравший роль Эрика, в жизни много раз играл обезьян. К примеру «Крик Африки», «Дорога в Занзибар» а также в ремейке данного фильма «Призрак на улице Морг».
- В каком-то смысле эта картина вдохновила создателей «Кинг-Конга». Например, расстрел монстра на вершине огромного здания.
- Сам подтекст гибридизации человека с приматом, очевидно, был позаимствован из сообщений об опытах профессора Ильи Иванова.